# Гамбургская фондовая биржа
Гамбургская фондовая биржа (нем. Hamburger Börse) была основана в 1558 году и является старейшей из 8 фондовых бирж в Германии. Располагается в Гамбурге.
В 1999 году слилась с Ганноверской фондовой биржей.